# Заштатный город

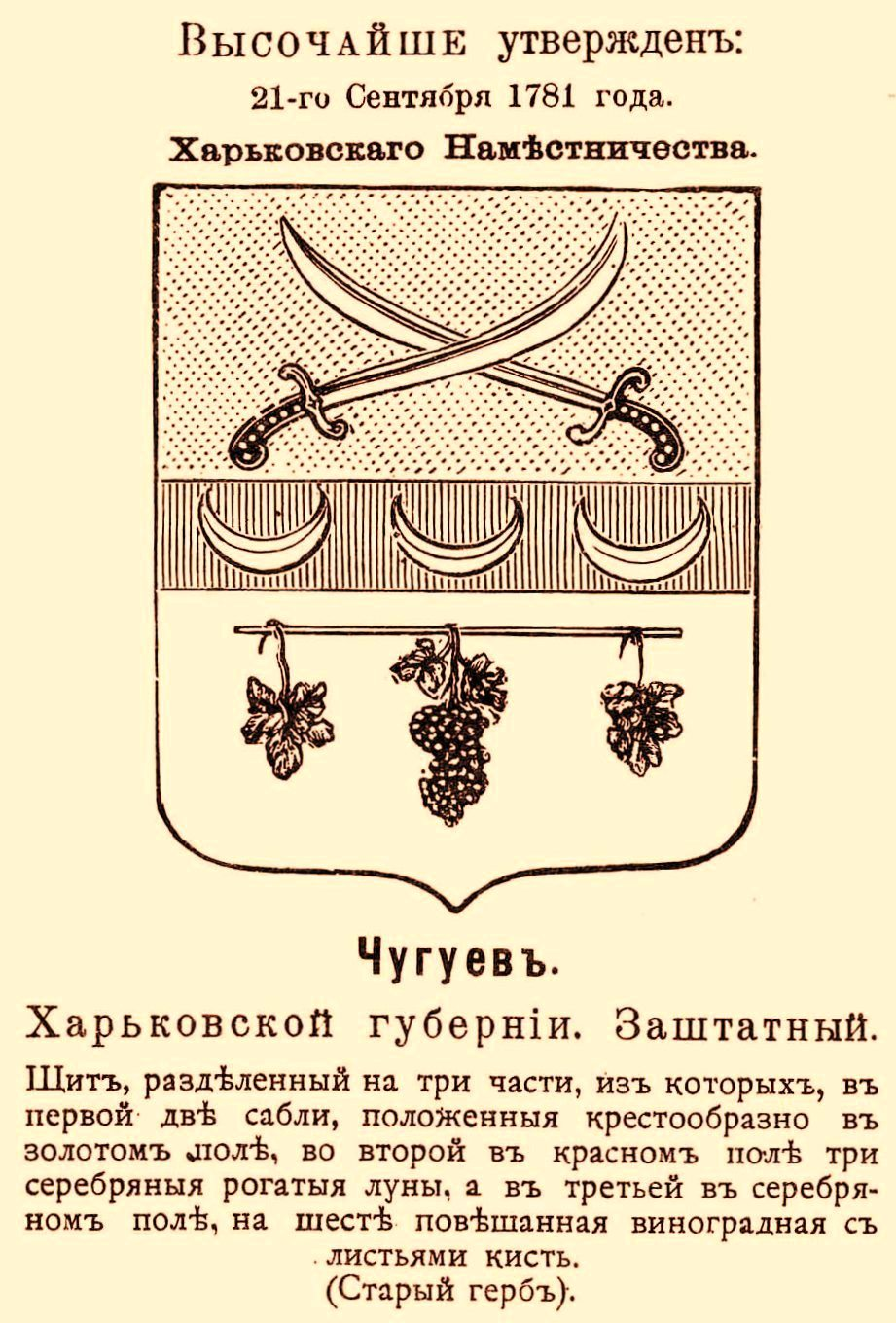
Герб заштатного города с оф. описанием из Гербовника Винклера

Зашта́тный го́род (безуе́здный го́род) — тип населённого пункта в Российской империи, пользовавшегося правами города, но не бывшего административным центром уезда или губернии. Категория заштатных городов была введена в ходе проведённой в 1796—1797 годах императором Павлом реформы административно-территориального деления и просуществовала до начала 1920-х годов. Один из трёх видов городов Российской империи в тот период, наряду с губернским городом и уездным городом.

## Мотивация
В России до XIX века город и приданная ему территория были нерасторжимо связаны: город не существовал без своего уезда. Так, во время административной реформы Екатерины II всем центрам уезда давался статус города, а в случае упразднения уезда, его административный центр терял статус города. С другой стороны, в силу того, что население Российской империи делилось на сословия, при получении статуса города всё постоянное податное его население приписывалось к городским сословиям: купечеству, мещанству и цеховым, наделённым правами городского состояния. Городские обыватели формировали городскую общину, которая имела право на органы городского самоуправления. Желание Павла I сократить число уездов, но при этом не превращать прежних городских жителей в крестьян, лишая их тем самым городских привилегий, породило коллизию. Для разрешения этой коллизии и был создан такой тип поселения, как заштатный город. В итоге поселения именовались городами, но к городам не относились. Поэтому, исходя из норм того времени, уместнее именовать их не городами, а городскими поселениями. 
Александр I, отменивший вскоре по своём воцарении большинство положений реформы императора Павла, продолжил ту же политику в отношении городов.

## Заштатные города в 1897 году
По данным 1897 года из Гербовника Винклера, заштатными городами в Российской империи без Польши (Царства Польского) и Финляндии (ВКФ) были следующие:
- Бессарабская губерния — Болград, Кагул, Килия, Рени
- Виленская губерния — Друя, Радошковичи
- Витебская губерния — Сураж
- Владимирская губерния — Иваново-Вознесенск, Киржач
- Вологодская губерния — Красноборск, Лальск
- Вятская губерния — Царёвосанчурск
- Гродненская губерния — Брянск, Васильков, Гониондз, Домброва, Дрогичин, Клещели, Кнышин, Корицын, Кузница, Мельник, Нарев, Новый Двор, Одельск, Соколка, Сураж, Суховля, Янов
- Дагестанская область — Дербент, Петровск
- Область Войска Донского — Александровск-Грушевский, Нахичевань
- Екатеринославская губерния — Луганск
- Закаспийская область — Каахк, Кизил-Арват, Теджен
- Иркутская губерния — Илимск
- Казанская губерния — Арск
- Калужская губерния — Воротынск, Серпейск, Сухиничи
- Ковенская губерния — Видзы, Шадов
- Костромская губерния — Кадый, Лух, Плёс, Судиславль, Унжа
- Кубанская область — Анапа, Ейск, Темрюк
- Курляндская губерния — Либава, Пильтен, Якобштадт
- Курская губерния — Богатый, Мирополье, Хотмыжск
- Кутаисская губерния — Поти, Редут-Кале
- Лифляндская губерния — Лемзаль, Шлок
- Минская губерния — Докшицы, Несвиж
- Могилёвская губерния — Бабиновичи, Копысь
- Московская губерния — Воскресенск
- Нижегородская губерния — Перевоз, Починки
- Оренбургская губерния — Илецкая Защита
- Пензенская губерния — Верхний Ломов, Троицк, Шишкеев
- Пермская губерния — Алапаевск, Далматов, Дедюхин
- Подольская губерния — Бар, Вербовец, Сальница, Старая Ушица, Хмельник
- Полтавская губерния — Глинск, Градижск
- Самаркандская область — Пенджикент, Ура-Тюбе
- Самарская губерния — Сергиевск
- Санкт-Петербургская губерния — Гатчина, Кронштадт, Нарва, Ораниенбаум, Павловск
- Семипалатинская область — Кокпекты
- Ставропольская губерния — Святой Крест
- Сырдарьинская область — Туркестан
- Таврическая губерния — Балаклава, Бахчисарай, Еникале, Карасубазар, Ногайск, Орехов, Старый Крым
- Тамбовская губерния — Кадом
- Тверская губерния — Красный Холм
- Терская область — Георгиевск, Моздок
- Томская губерния — Колывань, Нарым
- Уральская область — Илецк
- Ферганская область — Старый Маргелан, Чуст
- Харьковская губерния — Белополье, Золочев, Краснокутск, Недригайлов, Славянск, Чугуев
- Херсонская губерния — Берислав, Бобринец, Вознесенск, Григориополь, Дубоссары, Маяки, Новогеоргиевск, Новомиргород, Овидиополь, Ольвиополь, Очаков
- Черниговская губерния — Березна, Короп, Новое Место, Погар
- Эриванская губерния — Ордубад
- Эстляндская губерния — Балтийский порт
- Ярославская губерния — Петровск